# マツダ・SKYACTIV-G

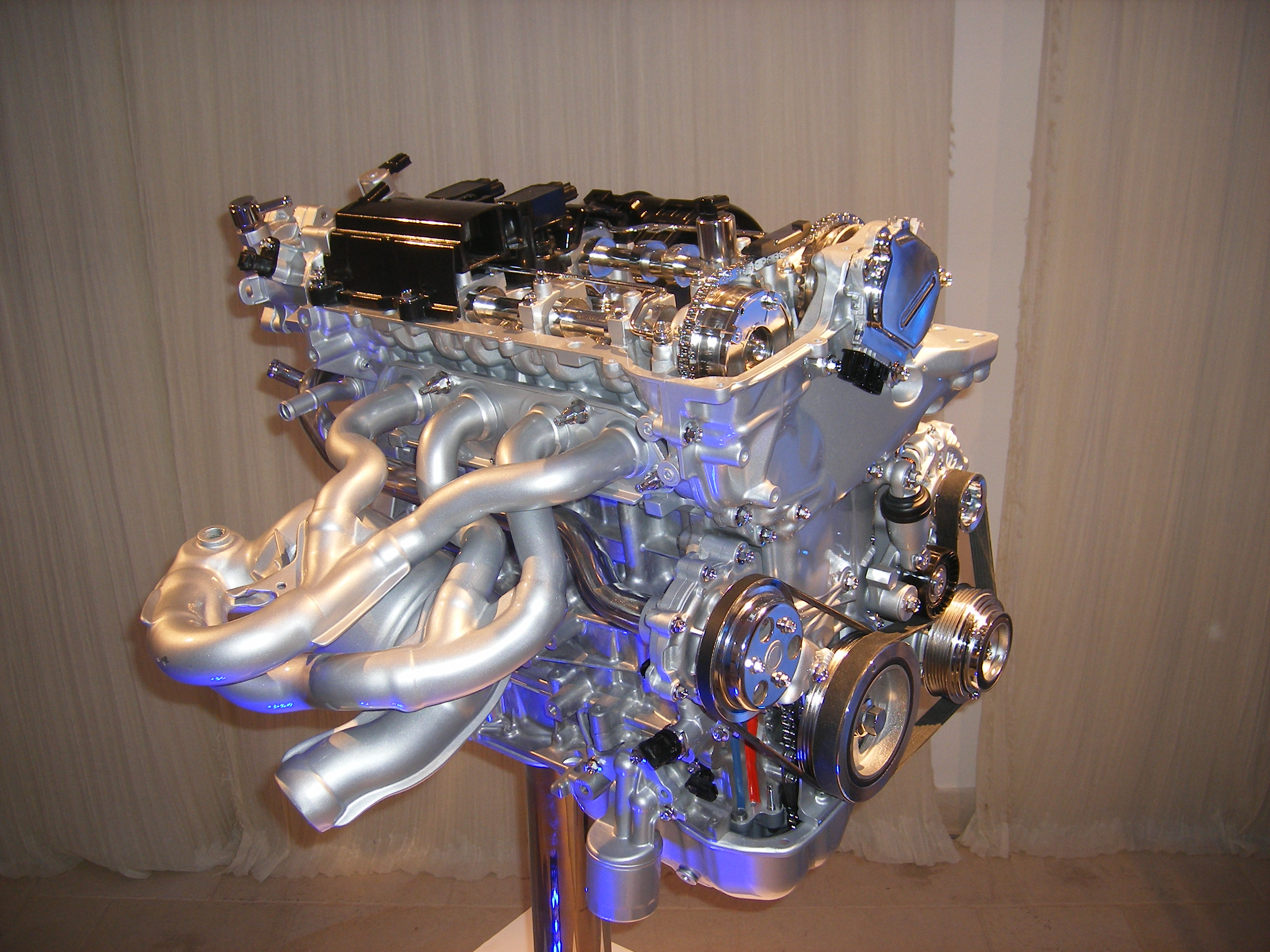
SKYACTIV-G

マツダ・SKYACTIV-G（マツダ・スカイアクティブ ジー）は、マツダが開発、および製造するガソリン直噴エンジンの名称。SKYACTIV TECHNOLOGYのひとつ。

## 概要
SKYACTIV TECHNOLOGYの一環として2010年10月20日に発表された。量産ガソリンエンジンとしては世界一の圧縮比14.0を実現し、燃費、トルク共に従来比で15%向上している。
従来、圧縮比を上げると混合気が高温高圧にさらされることで、ノッキングと呼ばれる異常燃焼の発生が避けられなかったため、ガソリンエンジンでの高圧縮比化は進んでいなかった。マツダは4-2-1排気システムやキャビティ付ピストン、マルチホールインジェクターといった機構により、残留ガスや筒内温度、時間損失の低減を積み重ね、世界一の圧縮比を実現した。
搭載される車種や仕向け地の違いによって、圧縮比や出力、燃費は異なっており、RON95ガソリンの使用が定着している欧州などを除いて、日本や北米といったRON91ガソリンが一般的な市場では圧縮比が落とされ、それに伴い出力も低下している。
ただし後述の2.5Lターボエンジンでは使用するガソリンのオクタン価によって異なるカタログ出力を公表している他、ベースとなったNA2.5Lエンジンにおいてもオクタン価別に出力を公表していることから、出力はオクタン価に合わせて最適化した制御になりつつあると思われる。
また、4-2-1排気システムはエンジンルーム後方に従来より広いスペースを必要とするため、既存の車種に搭載する際には一般的な4-1排気システムに変更された上で、圧縮比も落とされている。もっとも、モデルチェンジの際に導入された車はエンジンルームが導入前提の仕様になっているので問題は無く、ロードスターの様なFR縦置きエンジンの場合は昨今主流のFF横置きエンジンと違い排気システムによる不利は無い。
なお、登場時点ではターボチャージャー等の過給機設定モデルは不在であったが、旧態化したV型6気筒エンジン置き換えのターボモデル投入（排気量と気筒数のダウンサイジング実現のためのターボ化）のプランは存在し、後に2016年発売の2代目CX-9が初の過給機付きモデルとなる2.5Lターボを搭載している。

## バリエーション

### P3-VPS
- 名称：SKYACTIV-G 1.3
- 種類：水冷直列4気筒DOHC16バルブ
- 排気量：1,298cc
- 内径×行程：71.0mm×82.0mm
- 圧縮比：14.0（DEJFS）/12.0（DJ3FS,DJ3AS）
- 主要燃費向上策
  - 筒内直接噴射（DI），可変バルブタイミング（吸排気），ミラーサイクル，クールドEGR（DEJFS）
  - 筒内直接噴射（DI），可変バルブタイミング（吸気），ミラーサイクル（DJ3FS, DJ3AS）
- 出力・トルク
  - 62kW（84PS）/5,400rpm・112N·m（11.4kgf·m）/4,000rpm（DEJFS）
  - 68kW（92PS）/6,000rpm・121N·m（12.3kgf·m）/4,000rpm（DJ3FS, DJ3AS）
- 搭載車種
  - デミオ/MAZDA2（DEJFS,DJ3FS（DJ系2WD車）、DJ3AS（DJ系4WD車））

### P5-VPS
- 名称：SKYACTIV-G 1.5
- 種類：水冷直列4気筒DOHC16バルブ
- 排気量：1,496cc
- 内径×行程：74.5mm×85.8mm
- 圧縮比：13.0・14.0
- 燃料供給装置形式：筒内直接噴射（DI）
- 出力・トルク

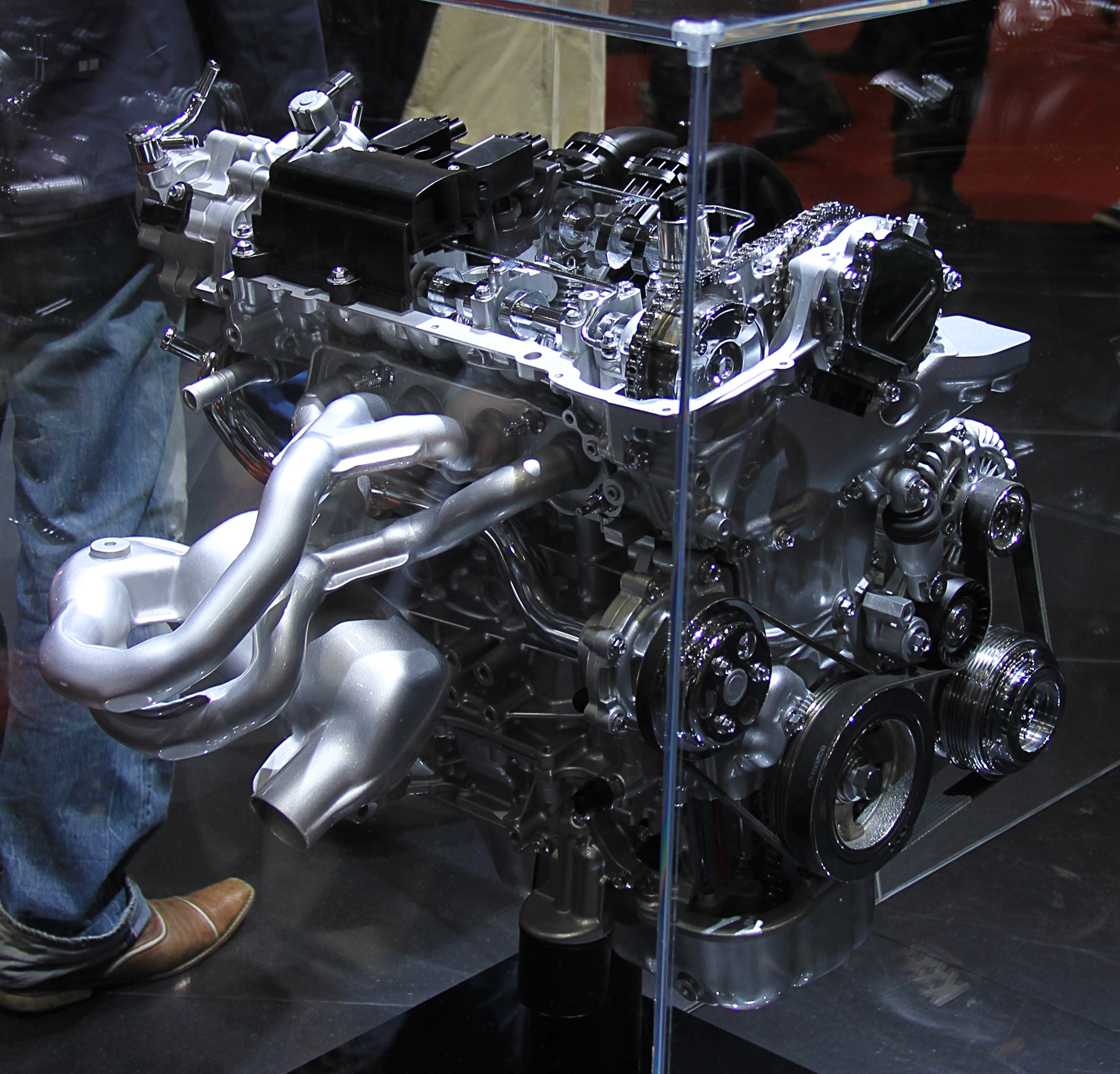
P5-VPS (SKYACTIV-G 1.5)

  - 74kW（100PS）/6,000rpm・150N·m（15.3kgf·m）/4,000rpm（アクセラ・RON95仕様）
  - 82kW（111PS）/6,000rpm・144N·m（14.7kgf·m）/3,500rpm（アクセラ・RON91仕様）
  - 81kW（110PS）/6,000rpm・141N·m（14.4kgf·m）/4,000rpm（デミオ/MAZDA2 15MB以外）
  - 81kW（110PS）/6,000rpm・142N·m（14.5kgf·m）/3,500rpm（デミオ/MAZDA2 15MB以外、2021年6月以降の高圧縮比型、WLTC燃費6.8%向上、外部EGR、斜め渦燃焼技術、4-2-1集合排気管を採用）
  - 85kW（116PS）/6,000rpm・148N·m（14.8kgf·m）/4,000rpm（デミオ/MAZDA2 15MB）
  - 82kW（111PS）/6,000rpm・144N·m（14.7kgf·m）/4,000rpm（CX-3）
- 搭載車種
  - アクセラ（BM5FP、BM5AP）
  - アクセラスポーツ（BM5FS、BM5AS）
  - MAZDA3（BP5P）
  - デミオ/MAZDA2（DJLFS、DJLAS）
  - CX-3（DKLFW、DKLAW）

### P5-VP［RS］/P5-VPR［RS］
- 名称：SKYACTIV-G 1.5
- 種類：水冷直列4気筒DOHC16バルブ
- 排気量：1,496cc
- 内径×行程：74.5mm×85.8mm
- 圧縮比：13.0
- 燃料供給装置形式：筒内直接噴射（DI）
- 出力・トルク
  - 96kW（131PS）/7,000rpm・150N·m（15.3kgf·m）/4,800rpm（P5-VP［RS］・P5-VPR［RS］共通）
- 搭載車種
  - ロードスター（ND5RC）

### PE-VPS
- 名称：SKYACTIV-G 2.0
- 種類：水冷直列4気筒DOHC16バルブ
- 排気量：1,997cc
- 内径×行程：83.5mm×91.2mm
- 圧縮比：12.0・13.0・14.0
- 燃料供給装置形式：筒内直接噴射（DI）
- 出力・トルク

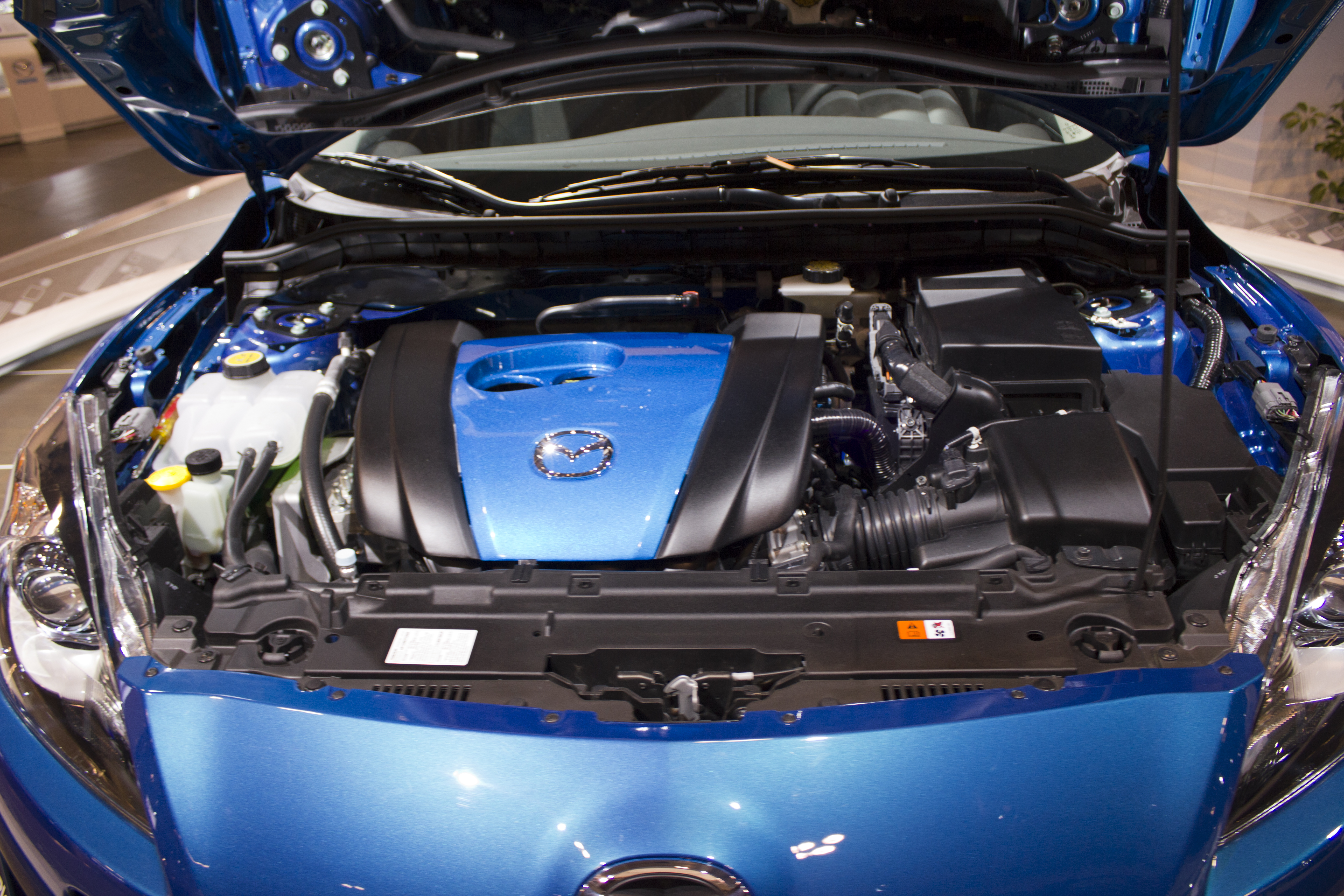
PE-VPS（2代目アクセラ）

  - 121kW（165PS）/6,000rpm・210N·m（21.4kgf·m）/4,000rpm（CX-5・RON95仕様）
  - 114kW（155PS）/6,000rpm・196N·m（20.0kgf·m）/4,000rpm（CX-5・RON91仕様）
  - 113kW（154PS）/6,000rpm・194N·m（19.8kgf·m）/4,100rpm（アクセラ）
  - 111kW（151PS）/6,000rpm・190N·m（19.4kgf·m）/4,100rpm（プレマシー、ラフェスタ ハイウェイスター、ビアンテ）
  - 109kW（148PS）/6,000rpm・192N·m（19.6kgf·m）/2,800rpm（CX-3・2018年5月以前）
  - 110kW（150PS）/6,000rpm・195N·m（19.9kgf·m）/2,800rpm（CX-3・2018年5月以降）
  - 115kW（156PS）/6,000rpm・199N·m（20.3kgf·m）/4,000rpm（CX-30）
- 搭載車種
  - CX-3（DKE#）
  - CX-5（KEEFW、KFEP）
  - CX-30（DMEP）
  - アクセラ（BLFFW）
  - MAZDA3（BPFP）
  - プレマシー（CWFFW）
    - 日産・ラフェスタ ハイウェイスター（CWFFWN：日産B35）

  - ビアンテ（CCFFW）

### PE-VPR
- 名称：SKYACTIV-G 2.0
- 種類：水冷直列4気筒DOHC16バルブ
- 排気量：1,997cc
- 内径×行程：83.5mm×91.2mm
- 圧縮比：13.0・14.0
- 燃料供給装置形式：筒内直接噴射（DI）
- 出力・トルク

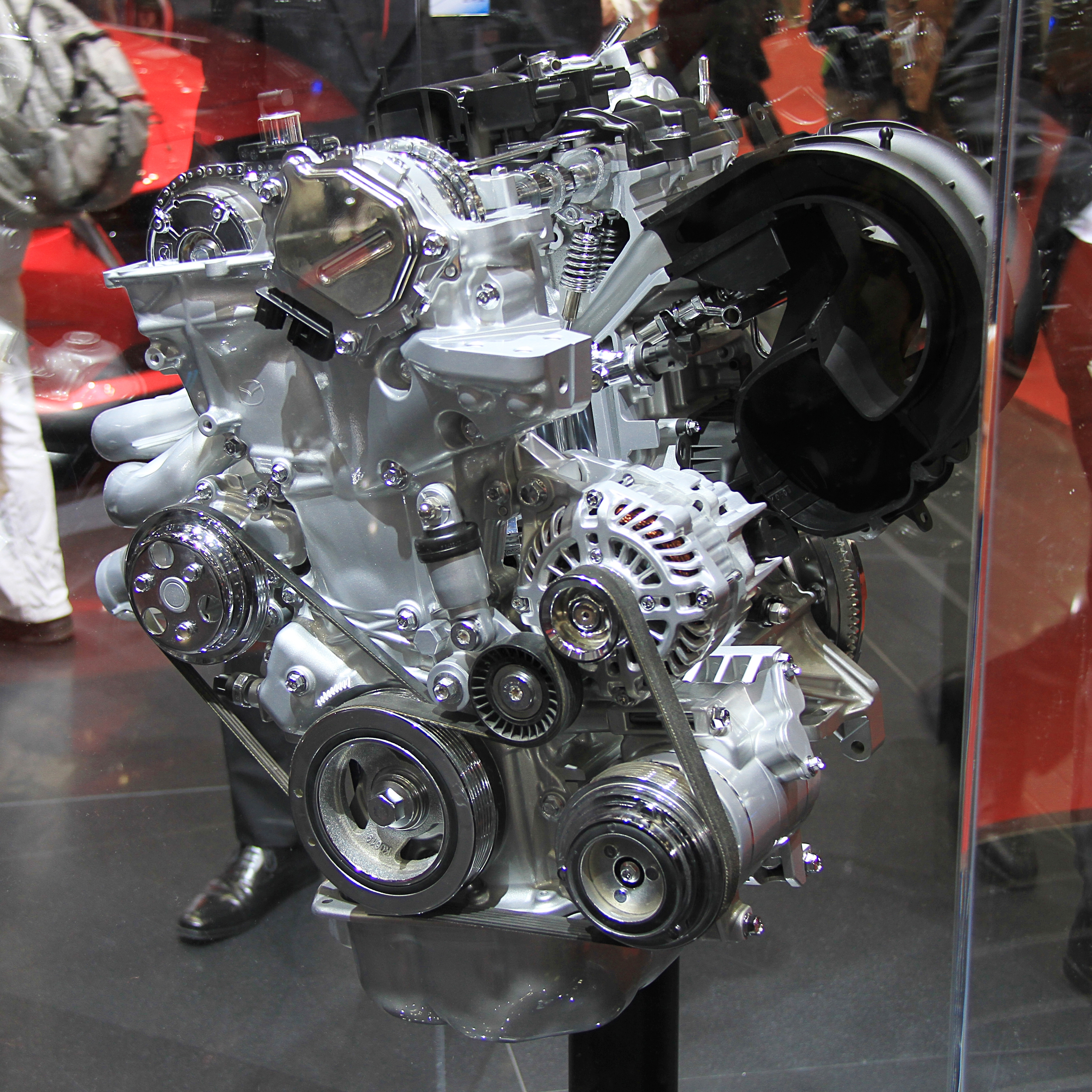
PE-VPR (SKYACTIV-G 2.0)

  - 110kW（150PS）/6,000rpm・210N·m（21.4kgf·m）/4,000rpm（RON95仕様）
  - 114kW（155PS）/6,000rpm・196N·m（20.0kgf·m）/4,000rpm（RON91仕様）
- 搭載車種
  - アテンザ/MAZDA6セダン（GJEFP）
  - アテンザワゴン/MAZDA6ワゴン（GJEFW）
  - アクセラ（BMEFS）

### PE-VPR［RS］
- 名称：SKYACTIV-G 2.0
- 種類：水冷直列4気筒DOHC16バルブ
- 排気量：1997㏄
- 内径×行程：83.5mm×91.2mm
- 圧縮比：13.0
- 燃料供給装置形式：筒内直接噴射（DI）
- 出力・トルク
  - 116kW（158PS）/6,000rpm・200N·m（20.4kgf·m）/4,000rpm（2018年6月以前）
  - 135kW（184PS）/7,000rpm・205N·m（20.9kgf·m）/4,000rpm（2018年6月以降）
- 搭載車種
  - ロードスターRF（NDERC）

### PE-VPH
- 名称：SKYACTIV-G 2.0
- 種類：水冷直列4気筒DOHC16バルブ
- 排気量：1,997cc
- 内径×行程：83.5mm×91.2mm
- 圧縮比：14.0
- 燃料供給装置形式：筒内直接噴射（DI）
- 出力・トルク

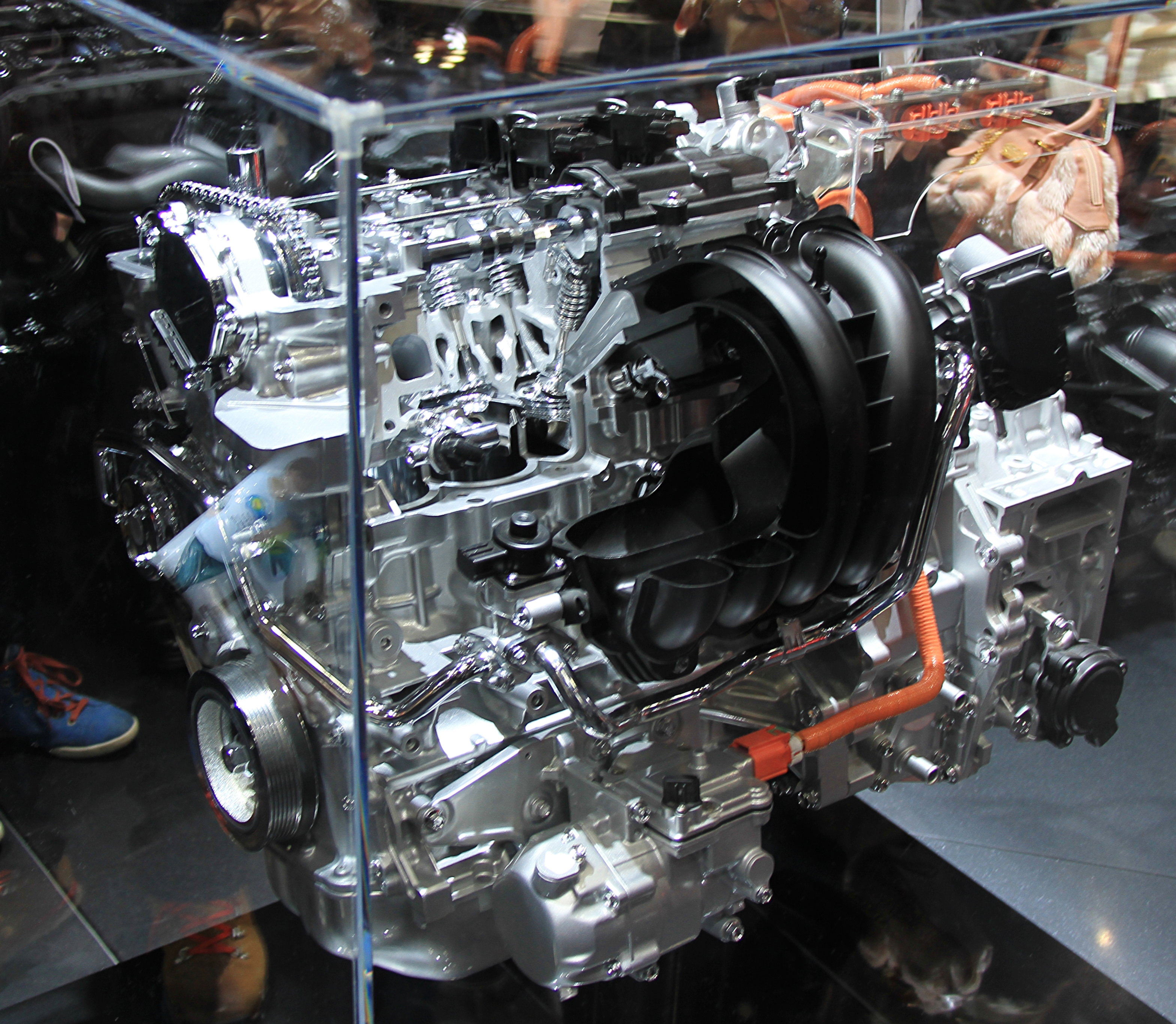
PE-VPH (SKYACTIV-G 2.0)

  - 73kW（99PS）/5,200rpm・142Nm（14.5kgf·m）/4,000rpm
- 搭載車種
  - アクセラハイブリッド（BYEFP）

### PY-VPS
- 名称：SKYACTIV-G 2.5
- 種類：水冷直列4気筒DOHC16バルブ
- 排気量：2,488cc
- 内径×行程：89.0mm×100.0mm
- 圧縮比：13.0
- 燃料供給装置形式：筒内直接噴射（DI）
- 出力・トルク
  - 138kW（188PS）/5,700rpm・250N·m（25.5kgf·m）/3,250rpm・・・①
  - 135kW（184PS）/5,700rpm・245N·m（25.0kgf·m）/4,000rpm・・・②
  - 140kW（190PS）/6,000rpm・252N·m（25.7kgf･m）/4,000rpm・・・③
- 搭載車種
  - CX-5（KE5FW①、KE5AW②、KF5P）
  - CX-8（KG5PW③）

### PY-VPR
- 名称：SKYACTIV-G 2.5
- 種類：水冷直列4気筒DOHC16バルブ
- 排気量：2,488cc
- 内径×行程：89.0mm×100.0mm
- 圧縮比：13.0
- 燃料供給装置形式：筒内直接噴射（DI）
- 出力・トルク

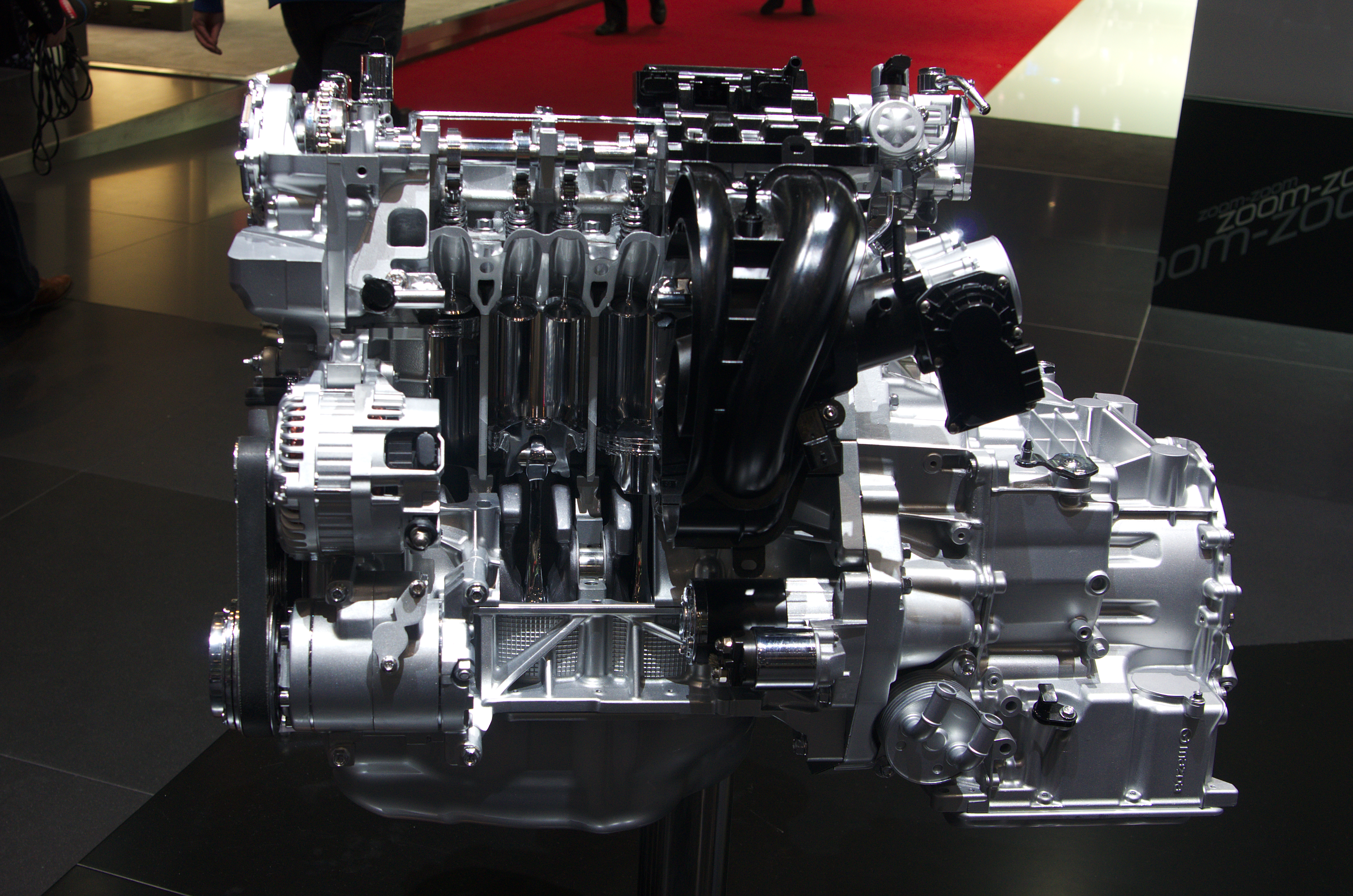
PY-VPR (SKYACTIV-G 2.5)

  - 138kW（188PS）/5,700rpm・250N·m（25.5kgf·m）/3,250rpm・・・①
- 搭載車種
  - アテンザ（GJ5FP）
  - アテンザワゴン（GJ5FW）

### PY-VPTS
- 名称：SKYACTIV-G 2.5T
- 種類：水冷直列4気筒DOHC16バルブ DPT（ダイナミックプレッシャーターボ）
- 排気量：2,488cc
- 内径×行程：89.0mm×100.0mm
- 圧縮比：10.5
- 過給圧：最大17.4psi（1.2bar）
- レッドライン︰6300rpm
- 主要燃費向上策
  - 筒内直接噴射（DI），クールドEGR
- 出力・トルク
  - 169kW（230PS）/5,000rpm  レギュラー（AKI87）使用時
  - 186kW（253PS）/5,000rpm  プレミアム（AKI93）使用時
  - 420N·m（42.9kgf·m）/2,000rpm
- 搭載車種
  - CX-9（2代目）
  - CX-8
  - CX-5

SKYACTIV-G投入当初は過給によるダウンサイジングには積極的ではなかったマツダが投入した初のターボ過給SKYACTIV-Gエンジンとなる。マツダは従来ダウンサイジングよりも適正な排気量の自然吸気が好ましいとし、場合によっては排気量を上げるアップサイジングもあり得るとしていた。しかし過給によるネガを十分に消せる目途がついた事、V6のSKYACTIV-Gエンジンを新規に作るほどエンジンの需要が無いことからV6 3.7Lを既存の直4エンジンを過給する形で置き換える事となった。
投入にあたってはSKYACTIVにおいて重要なメカニズムとなっている排気脈動を利用するダイナミックプレッシャーターボを採用するなど低速からのトルクとレスポンスを改善している。
また使用するガソリンのオクタン価によってカタログ出力が異なるなどの特徴がある。
2018年11月22日から日本国内向けのCX-5においても採用される（指定燃料はレギュラーガソリンとなっており、出力のカタログ値はレギュラーの数値のみ掲載されている）。

### T3‐VPTS[4]
- 名称：SKYACTIV-G　3.3T
- 種類：水冷直列6気筒DOHC24バルブ　ガソリンターボ
- 排気量：3,283cc
- 内径×行程：86ｍｍ×94.2ｍｍ
- 圧縮比：12.0
- 出力・トルク：254kw (345PS) / 5,000rpm・500N·m(51.0kg·ｍ) / 2,000rpm
- 搭載車種：CX-90

2023年にラージ商品群のエンジンとして米豪向けに開発された。